# Tecucelu Sec, Galați
Tecucelu Sec este un sat în comuna Buciumeni din județul Galați, Moldova, România.
 Acest articol despre o localitate din județul Galați este deocamdată un ciot. Puteți ajuta Wikipedia prin completarea lui.